# المیرا مینیتا گوردون
المیرا مینیتا گوردون (به انگلیسی: Elmira Minita Gordon) (زاده ۳۰ دسامبر ۱۹۳۰ – درگذشته ۱ ژانویه ۲۰۲۱) که از ۲۱ سپتامبر ۱۹۸۱ تا ۱۷ نوامبر ۱۹۹۳ به عنوان فرماندار کل بلیز خدمت کرد.